# Louis Bachelier

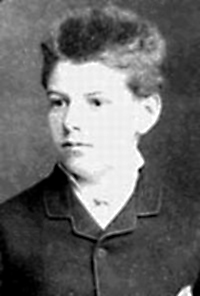
Louis Bachelier, 20 jaar oud.

Louis Bachelier (11 maart 1870 – 28 april 1946) was een Franse wiskundige. In het jaar 1900 publiceerde hij zijn proefschrift Theorie de la spéculation. Hierin betoogde hij dat de vorming van beurskoersen een stochastisch proces is (bepaald door het toeval). Met zijn publicatie stond Bachelier aan de basis van zowel de random walk theorie als de efficiënte markthypothese. Een van de belangrijkste conclusies van de efficiënte markthypothese is dat het onmogelijk is om structureel betere beleggingsresultaten te behalen dan gemiddeld, behalve door geluk.

## Academische loopbaan
Louis Bachelier begon zijn studie wiskunde in 1892 aan de Sorbonne universiteit in Parijs. In 1900 promoveerde hij bij professor Henri Poincaré met het proefschrift Theorie de la spéculation. Vanaf 1909 gaf hij in Parijs ook colleges. In 1914 publiceerde Bachelier het boek: Le Jeu, la Chance, et le Hasard, waarvan er zesduizend stuks werden verkocht. Bachelier kreeg vervolgens een vaste aanstelling aan de Sorbonne, maar de Eerste Wereldoorlog maakte hier een abrupt einde aan omdat hij werd opgeroepen als soldaat. In 1919 verwierf hij een tijdelijke baan als assistent professor in Besançon. Na vervolgens nog een aantal jaar gewerkt te hebben aan de universiteiten van Dijon en Rennes, kreeg hij bij zijn terugkeer naar de universiteit van Besançon in 1927 een vaste aanstelling als professor, waar hij tot aan zijn pensioen nog 10 jaar werkte.
Hoewel Louis Bachelier's publicatie over stochastische processen vijf jaar eerder uitkwam dan de beroemde studie van Albert Einstein over de sterk verwante Brownse beweging, werd zijn werk pas tientallen jaren later door Andrey Kolmogorov als baanbrekend herkend. Heden ten dage wordt Louis Bachelier beschouwd als de grondlegger van de wiskundige financiële modellen van zowel Eugene Fama als Black-Scholes.